# Jo Yun-mi
Jo Yun-mi (22 de maio de 1989) é uma futebolista norte-coreana que atua como goleira.

## Carreira
Jo Yun-mi integrou o elenco da Seleção Norte-Coreana de Futebol Feminino, nas Olimpíadas de 2012. 